# Wasserkraftwerk Bettenhausen
Das Wasserkraftwerk Bettenhausen (ursprünglich Heimbach-Kraftwerk genannt) ist ein Laufwasserkraftwerk im Glatttal bei Dornhan im Landkreis Rottweil. Es nutzt die Wasserkraft von Glatt, Lauter und Heimbach zur Stromgewinnung. Die Anlage steht unter Denkmalschutz.

## Geschichte
Seit 1904 versorgte das Elektrizitätswerk Glatten (später Überlandwerk Glatten-Weitenburg) die Region mit Strom, der zum größten Teil aus Dampfkraft erzeugt wurde. Während und nach dem Ersten Weltkrieg führte Kohlenmangel zu Engpässen bei der Stromerzeugung. Daraufhin entstanden erste Pläne für ein leistungsfähiges Wasserkraftwerk. Die Oberämter Freudenstadt, Horb, Oberndorf und Sulz gründeten 1919/1920 den Bezirksverband Heimbachkraftwerke, der später das Überlandwerk übernahm.
Die Planung sah drei Bauabschnitte vor: Zunächst wird im oberen Heimbachtal ein Staubecken als Tagesspeicher mit Zuführung von Glatt und Lauter angelegt. Ein Kraftwerk bei Leinstetten nutzt die Fallhöhe von rund 50 Metern zur Stromgewinnung. Später soll das Wasser in einem Stollen ins Neckartal geführt und das Kraftwerk nach Dettingen verlegt werden. Ein weiteres, großes Staubecken oberhalb von Leinstetten war zum Ausgleich jahreszeitlicher Schwankungen vorgesehen. Tatsächlich wurde nur der erste Bauabschnitt ausgeführt. Das Kraftwerk entstand in Bettenhausen, um das etwa 10 Meter höhere Gefälle ausnutzen zu können.
Nach fast zweijähriger Bauzeit nahm das Heimbach-Kraftwerk am 2. März 1923 den Betrieb auf.
Mit überschüssigem Fremdstrom konnte Wasser durch die Druckleitung zurück ins Speicherbecken gepumpt werden. Dazu wurde die Glatt bei Bettenhausen zu einem Ausgleichsbecken aufgestaut. Den Pumpspeicherbetrieb stellte man allerdings nach wenigen Jahren wieder ein. Das nicht mehr benötigte Ausgleichsbecken wurde 2011 zurückgebaut und das Glattufer renaturiert.

## Technik

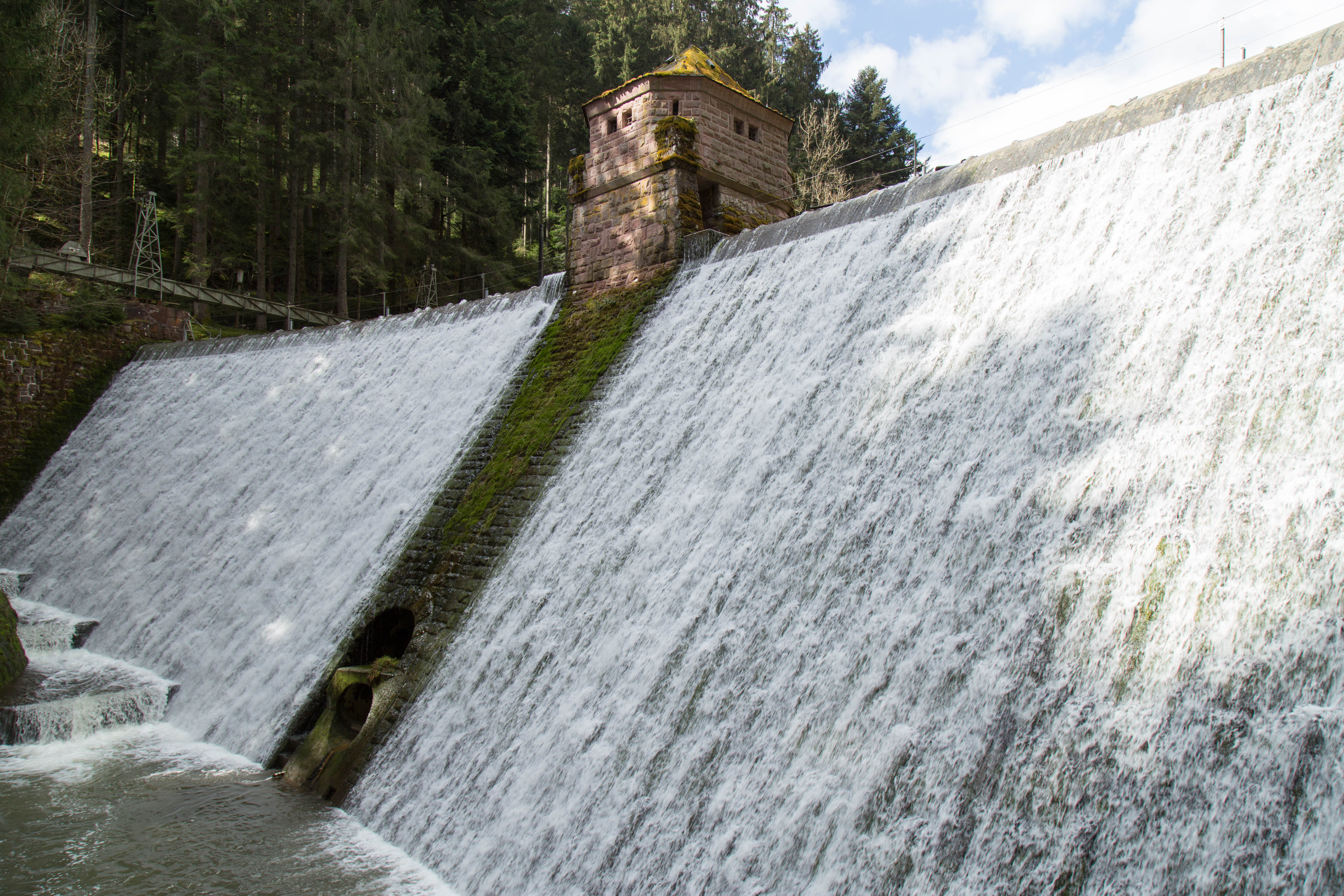
Staumauer der Heimbach-Talsperre

Das Kraftwerk war als Hochdruck-Umleitungskraftwerk konzipiert. In Glatten wird das Wasser der Glatt an einem Wehr aufgestaut und in einem Kanal zu einer weiteren Wehranlage an der Lauter geleitet. Von dort führt ein 6,2 km langer Einlaufstollen zur Talsperre. Unterwegs wird noch Wasser des Lippbachs und Wühlsbachs zugeführt.
Die Heimbach-Talsperre liegt unterhalb des Loßburger Ortsteils Sterneck. Die 50 m lange und 12 m hohe Staumauer ist als Gewichtsstaumauer ausgeführt und mit Natursteinen verkleidet. Der rund 900 m lange Stausee hat ein Volumen von 158.000 m³.
Das Wasser fließt durch einen 2,8 km langen Druckstollen zum Wasserschloss oberhalb des Kraftwerks Bettenhausen. Unterwegs wird Wasser des Türnenbachs durch einen 16 m tiefen Schacht eingeleitet. Vom Wasserschloss führt eine Druckrohrleitung mit 62,1 m Nennfallhöhe zu den vier Francis-Turbinen im Krafthaus.